# Croton revolutus
Croton revolutus là một loài thực vật có hoa trong họ Đại kích. Loài này được (Alain) B.W.van Ee & P.E.Berry mô tả khoa học đầu tiên năm 2008.